# فینال جام حذفی فوتبال ایتالیا ۲۰۲۵
فینال جام حذفی فوتبال ایتالیا ۲۰۲۵ هفتاد و هشتمین فصل از رقابت‌های کوپا ایتالیا بود.این بازی در  تاریخ ۱۴ مهٔ ۲۰۲۵ بین آ.ث. میلان و بولونیا در ورزشگاه المپیک رم برگزار شد. که در نهایت باشگاه فوتبال بولونیا بود که برای سومین بار قهرمان کوپا ایتالیا شد.